# Класс Кёрби — Зибенманна
Класс Кёрби — Зибенманна (инвариант Кёрби — Зибеманна) — элемент четвёртой группы когомологий
{\displaystyle \kappa (M)\in H^{4}(M;\mathbb {Z} _{2})},
который обнуляется, если топологическое многообразие {\displaystyle M} допускает кусочно-линейную структуру.
Построен Рибоном Кёрби и Лораном Зибенманном в 1969 году в рамках работ по исследованию сглаживаемости многообразий: ими показано, что при {\displaystyle \mathrm {dim} M\geqslant 5} построенный класс является единственным препятствием к существованию кусочно-линейной структуры, и, таким образом, может служить для опровержений основной гипотезы комбинаторной топологии в высоких размерностях.